# رايتاون (ميزوري)
رايتاون هي مدينة في مقاطعة جاكسون التابعة لولاية ميزوري في الولايات المتحدة الأمريكية وهي ضاحية من ضواحي مدينة كانساس سيتي. كان عدد سكانها في تعداد الولايات المتحدة 2010 29,526 نسمة. عمدة رايتاون هو مايكل ماكدونو.

## التركيبة السكانية
قام مكتب تعداد الولايات المتحدة بتحديد بيانات التركيبة السكانية لرايتاون في تعداد الولايات المتحدة. في ما يلي، التركيبة السكانية حسب تعدادي 2000 و2010.

### تعداد عام 2000
بلغ عدد سكان رايتاون 30,388 نسمة بحسب تعداد عام 2000، وبلغ عدد الأسر 12,855 أسرة وعدد العائلات 8,304 عائلة مقيمة في المدينة.
وتوزع التركيب العرقي للمدينة بنسبة 84.2% من البيض و 0.4% من الأمريكيين الأصليين و 0.8% من الأمريكيين ذوي الأصول الآسيوية و 0.2% من سكان جزر المحيط الهادئ و 11.7% من الأمريكيين الأفارقة و 1.9% من عرقين مختلطين أو أكثر.
بلغ عدد الأسر 12,855 أسرة كانت نسبة 27.1% منها لديها أطفال تحت سن الثامنة عشر تعيش معهم، وبلغت نسبة الأزواج القاطنين مع بعضهم البعض 48.6% من أصل المجموع الكلي للأسر، ونسبة 12.6% من الأسر كان لديها معيلات من الإناث دون وجود شريك، وكانت نسبة 35.4% من غير العائلات. تألفت نسبة 30.3% من أصل جميع الأسر من أفراد ونسبة 13.3% كانوا يعيش معهم شخص وحيد يبلغ من العمر 65 عاماً فما فوق. وبلغ متوسط حجم الأسرة المعيشية 2.88، أما متوسط حجم العائلات فبلغ 2.32.
بلغ العمر الوسطي للسكان 40 عاماً. وكانت نسبة 22.6% من القاطنين تحت سن الثامنة عشر، وكانت نسبة 7.8% بين الثامنة عشر والأربعة وعشرون عاماً، ونسبة 27.9% كانت واقعةً في الفئة العمرية ما بين الخامسة والعشرون حتى والأربعة وأربعون عاماً، ونسبة 22.5% كانت ما بين الخامسة والأربعون حتى الرابعة والستون، ونسبة 19.3% كانت ضمن فئة الخامسة والستون عاماً فما فوق. يوجد لكل 100 أنثى 88.7 ذكر، ويوجد لكل 100 أنثى في الثامنة عشر من عمرها فما فوق 83.6 ذكر.
بلغ متوسط دخل الأسرة في المدينة 41,949 دولار، أما متوسط دخل العائلة فبلغ 50,952 دولار. وكان متوسط دخل الذكور 33,828 دولار مقابل 26,745 دولار للإناث. وسجل دخل الفرد الخاص بالمدينة 21,634 دولار. وكانت نسبة 3.1% من العائلات ونسبة 5.0% من السكان تحت خط الفقر، وكان من هؤلاء نسبة 6.0% تحت سن الثامنة عشر ونسبة 2.6% في الخامسة والستين من العمر وما فوق.

### تعداد عام 2010
بلغ عدد سكان رايتاون 29,526 نسمة بحسب تعداد عام 2010، وبلغ عدد الأسر 12,104 أسرة وعدد العائلات 7,701 عائلة مقيمة في المدينة. في حين سجلت الكثافة السكانية 2,973.4 نسمة لكل ميل مربع (1,148.0/كم2). وبلغ عدد الوحدات السكنية 13,276 وحدة بمتوسط كثافة قدره 1,337.0 لكل ميل مربع (516.2/كم2).
وتوزع التركيب العرقي للمدينة بنسبة 67.7% من البيض و 0.5% من الأمريكيين الأصليين و 1.0% من الأمريكيين ذوي الأصول الآسيوية و 0.2% من سكان جزر المحيط الهادئ و 25.1% من الأمريكيين الأفارقة و 3.5% من عرقين مختلطين أو أكثر.
بلغ عدد الأسر 12,104 أسرة كانت نسبة 30.3% منها لديها أطفال تحت سن الثامنة عشر تعيش معهم، وبلغت نسبة الأزواج القاطنين مع بعضهم البعض 41.4% من أصل المجموع الكلي للأسر، ونسبة 16.9% من الأسر كان لديها معيلات من الإناث دون وجود شريك، بينما كانت نسبة 5.3% من الأسر لديها معيلون من الذكور دون وجود شريكة وكانت نسبة 36.4% من غير العائلات. تألفت نسبة 30.7% من أصل جميع الأسر من أفراد ونسبة 12.3% كانوا يعيش معهم شخص وحيد يبلغ من العمر 65 عاماً فما فوق. وبلغ متوسط حجم الأسرة المعيشية 2.97، أما متوسط حجم العائلات فبلغ 2.39.
بلغ العمر الوسطي للسكان 40.3 عاماً. وكانت نسبة 23.1% من القاطنين تحت سن الثامنة عشر، وكانت نسبة 8% بين الثامنة عشر والأربعة وعشرون عاماً، ونسبة 24.9% كانت واقعةً في الفئة العمرية ما بين الخامسة والعشرون حتى والأربعة وأربعون عاماً، ونسبة 27.8% كانت ما بين الخامسة والأربعون حتى الرابعة والستون، ونسبة 16.2% كانت ضمن فئة الخامسة والستون عاماً فما فوق. وتوزع التركيب الجنسي للسكان بنسبة 47.3% ذكور و52.7% إناث.

## الجغرافيا
وفقا مكتب تعداد الولايات المتحدة، المدينة لها مساحة إجمالية قدرها 9.97 ميل مربع (25.82 كـم2)، مساحة اليابسة 9.93 ميل مربع (25.72 كـم2) والمياه 0.04 ميل مربع (0.10 كـم2).

## الاقتصاد

### كبار أرباب العمل
وفقا لتقرير غرفة تجارة البلدة 2014، فإن كبار أرباب العمل في المدينة:
| #  | صاحب العمل                 | # من الموظفين |
| -- | -------------------------- | ------------- |
| 1  | مدارس الجودة في رايتاون    | 1,300         |
| 2  | وول مارت                   | 400           |
| 3  | متجر هاي-في للغذاء والدواء | 350           |
| 4  | يو إس أي 800               | 309           |
| 5  | KCP&L                      | 300           |
| 6  | شركة ستراتفورد             | 235           |
| 7  | كانساس سيتي تشيفس          | 192           |
| 8  | شركة ساوث إيست             | 190           |
| 9  | مدينة رايتاون              | 153           |
| 10 | حديقة حيوان مدينة كانساس   | 151           |
| 11 | مختبر إج آند إج            | 150           |
| 12 | مخازن كوزينتينو الغذائية   | 150           |
| 13 | مصرف بلو ريدج              | 150           |
| 14 | مستشفى تو ريفرز            | 149           |
| 15 | سركة شامروك كابينيت        | 100           |

## وصلات خارجية
- موقع مدينة رايتاون
- غرفة تجارة رايتاون